# Saison 1922-1923 de la LNH
Saison précédente Saison suivante
La saison 1922-1923 est la sixième saison de la Ligue nationale de hockey. Chaque équipe a joué 24 parties.

## Saison régulière
Au début de la saison, Newsy Lalonde est échangé par les Canadiens de Montréal aux Sheiks de Saskatoon dans la Western Canada Hockey League contre Aurèle Joliat.

### Classement
Les deux premières équipes de se rencontrent pour avoir le droit de disputer la Coupe Stanley. 
| Clt   | Équipe                  | PJ | V  | D  | N | BP | BC  | Pts |
| ----- | ----------------------- | -- | -- | -- | - | -- | --- | --- |
| +001, | Sénateurs d'Ottawa      | 24 | 14 | 9  | 1 | 77 | 54  | 29  |
| +002, | Canadiens de Montréal   | 24 | 13 | 9  | 2 | 73 | 61  | 28  |
| +003, | St. Patricks de Toronto | 24 | 13 | 10 | 1 | 82 | 88  | 27  |
| +004, | Tigers de Hamilton      | 24 | 6  | 18 | 0 | 81 | 110 | 12  |

- Vainqueur de la saison régulière
- Qualifié

### Meilleurs pointeurs
| Joueur          | Équipe   | PJ | B  | A  | Pts |
| --------------- | -------- | -- | -- | -- | --- |
| Babe Dye        | Toronto  | 22 | 26 | 11 | 37  |
| Cy Denneny      | Ottawa   | 24 | 23 | 11 | 34  |
| Billy Boucher   | Montréal | 24 | 24 | 7  | 31  |
| Jack Adams      | Toronto  | 23 | 19 | 9  | 28  |
| Mickey Roach    | Hamilton | 24 | 17 | 10 | 27  |
| Odie Cleghorn   | Montréal | 24 | 19 | 6  | 25  |
| Georges Boucher | Ottawa   | 24 | 14 | 9  | 23  |
| Reg Noble       | Toronto  | 24 | 12 | 11 | 23  |
| Cully Wilson    | Hamilton | 23 | 16 | 5  | 21  |
| Aurèle Joliat   | Montréal | 24 | 12 | 9  | 21  |

### Meilleurs gardiens
| Joueur         | Équipe   | PJ | Min  | BC  | Bl | Moy  |
| -------------- | -------- | -- | ---- | --- | -- | ---- |
| Clint Benedict | Ottawa   | 24 | 1486 | 54  | 4  | 2,18 |
| Georges Vézina | Montréal | 24 | 1488 | 61  | 2  | 2,46 |
| John Roach     | Toronto  | 24 | 1469 | 88  | 1  | 3,59 |
| Jake Forbes    | Hamilton | 24 | 1470 | 110 | 0  | 4,49 |

## Série éliminatoire de la Coupe Stanley
Les séries éliminatoires dans l'est sont gagnées par les Sénateurs. Dans l'ouest, l'Association de hockey de la Côte du Pacifique abandonne le hockey à sept joueurs en faveur des règles à six joueurs utilisée dans le LNH et la Western Canada Hockey League. Ceci permet à la PCHA et à la WCHL de jouer des parties d'inter-ligue. C'est Vancouver, dont l'équipe est renommée Maroons, qui gagne le championnat de la PCHA et les Eskimos d'Edmonton qui remportent le championnat de la WCHL.
La finale de la Coupe Stanley cette année est jouée dans l'ouest, à Vancouver. Les champions de la WCHL ont le privilège d'être directement qualifiés pour la série finale et rencontre le gagnant de la confrontation entre Ottawa et Vancouver. Ottawa domine les deux adversaires occidentaux et gagne la Coupe.

### Finale de la LNH
- Ottawa contre Montréal
  - 7 mars - Ottawa 2-0 Montréal
  - 9 mars - Montréal 2-1 Ottawa

Ottawa gagne la série avec 3 buts contre 2 et le Trophée O'Brien.

### Finales de la Coupe Stanley
- Ottawa contre Vancouver
  - 16 mars - Ottawa 1-0 Vancouver
  - 19 mars - Ottawa 1-4 Vancouver
  - 23 mars - Ottawa 3-2 Vancouver
  - 26 mars - Ottawa 5-1 Vancouver

Ottawa gagne la série 3 matchs à 1.
- Ottawa contre Edmonton
  - 29 mars - Ottawa 2-1 Edmonton (en prolongation)
  - 31 mars - Ottawa 1-0 Edmonton

Ottawa gagne la série 2 matchs à 0.